# Station Pieszyce Północne
Station Pieszyce Północne is een spoorwegstation in de Poolse plaats Pieszyce.